# Lasioglossum cessulum
Lasioglossum cessulum är en biart som först beskrevs av Cockerell 1940.  Lasioglossum cessulum ingår i släktet smalbin, och familjen vägbin. Inga underarter finns listade i Catalogue of Life.